# Higham's Park Lake
Higham's Park Lake är en sjö i Storbritannien.   Den ligger i grevskapet Greater London och riksdelen England, i den sydöstra delen av landet, 15 km nordost om huvudstaden London. Higham's Park Lake ligger 30 meter över havet.  Runt Higham's Park Lake är det i huvudsak tätbebyggt.